# Oscar Byström

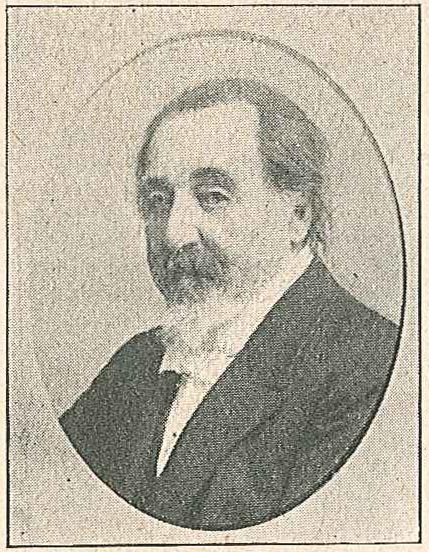
Oscar Byström

Oscar Fredrik Bernadotte Byström (* 13. Oktober 1821 in Stockholm; † 22. Juli 1909 ebenda) war ein schwedischer Komponist.

## Leben
Oscar Byström war ein Sohn des gleichnamigen Militärmusikers und Komponisten Thomas Byström (1810-1870). Von 1867 bis 1872 war Byström Inspektor des Konservatoriums von Stockholm und danach bis 1876 Leiter der Musikvereinskonzerte in Åbo/Finnland. Seit 1882 leitete er eine eigene Musikschule in Stockholm. Bekannt wurde er als Herausgeber mittelalterlicher schwedischer Kirchenlieder und der Kirchenlieder Martin Luthers. 
Byström schuf einige Instrumentalkompositionen, unter denen vor allem die d-moll-Sinfonie zu nennen ist sowie die Ouvertüre und mehrere Nummern der Operette Hermann Vimpel.